# Ordenshus

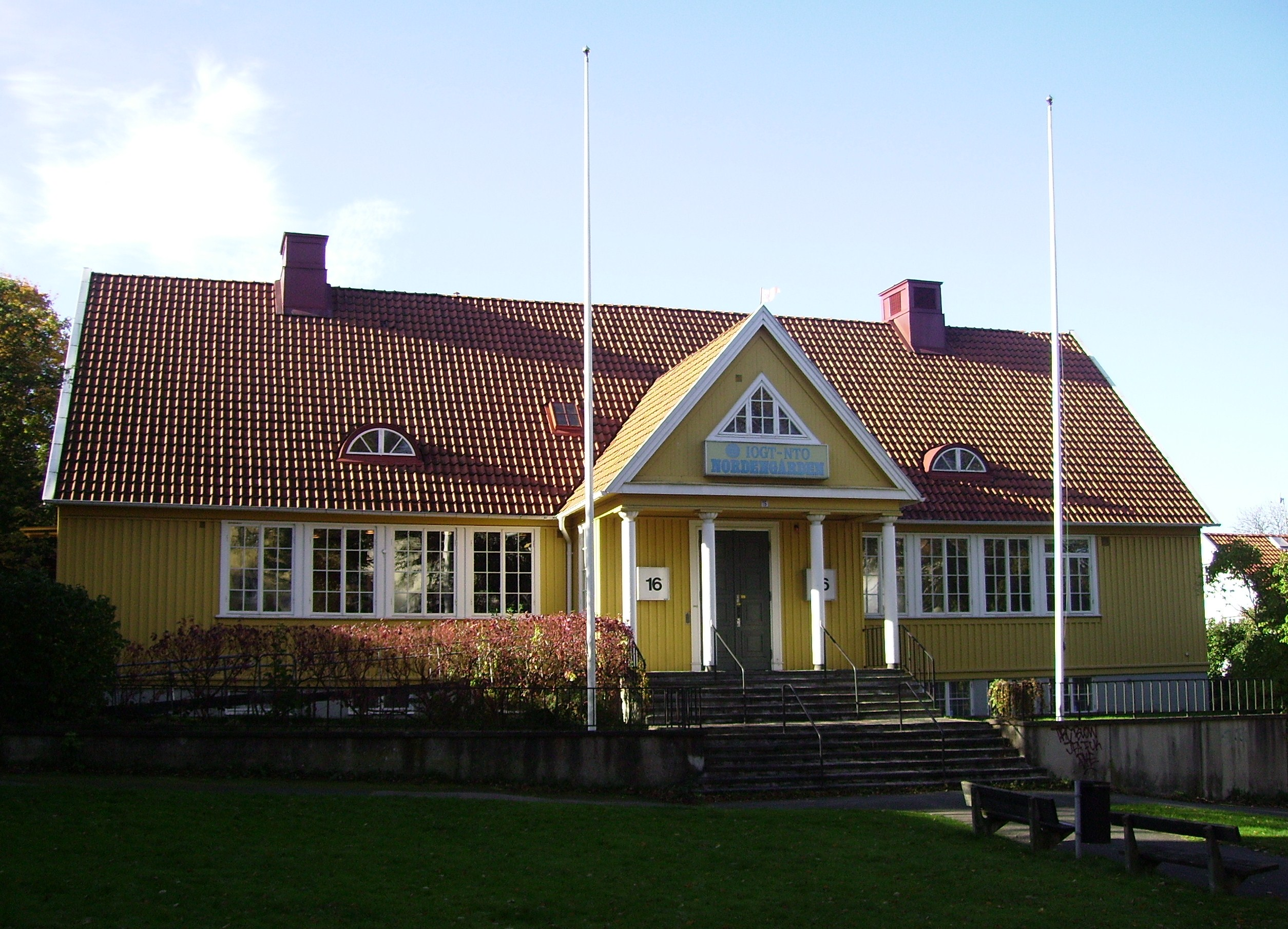
IOGT-NTO:s ordenshus i Bagaregården i Göteborg.

Ett ordenshus avser främst en samlingslokal för en nykterhetsförening, en nykterhetsloge.
Ordenshus byggdes runt om i Sverige under 1800-talets nykterhetsvåg, i samband med att nykterhetsrörelsen tog fart i landet. Namnet syftar på att de lokala nykterhetsföreningarna kallades för nykterhetsordnar. Ordenshusen användes för nykterhetsföreningarnas möten, men även för föredrag och kulturverksamhet.
Idag organiseras nykterhetsrörelsens lokaler i Våra Gårdar som har c:a 650 medlemsföreningar.